# Moreuil
Moreuil is een gemeente in het Franse departement Somme in de regio Hauts-de-France en telt 4106 inwoners (1999). De plaats maakt deel uit van het arrondissement Montdidier.

## Geografie
De oppervlakte van Moreuil bedraagt 23,5 km², de bevolkingsdichtheid is 174,7 inwoners per km².

## Verkeer en vervoer
In de gemeente liggen het spoorwegstation Moreuil en het gesloten spoorwegstation Castel.
De onderstaande kaart toont de ligging van Moreuil met de belangrijkste infrastructuur en aangrenzende gemeenten.

## Demografie
Onderstaande figuur toont het verloop van het inwonertal (bron: INSEE-tellingen).